# Physaloptera alata
Espèce
Physaloptera alata est une espèce de nématodes de la famille des Physalopteridae et parasite d'oiseaux.

## Hôtes
Physaloptera alata parasite la Perdicule rousse-gorge (Perdicula asiatica) et a aussi été signalé chez les rapaces suivants :
- Bondrée apivore (Pernis apivorus)
- Busard cendré (Circus pygargus)
- Busard Saint-Martin (Circus cyaneus)
- Buse à gros bec (Rupornis magnirostris magniplumis)
- Buse variable (Buteo buteo)
- Circaète Jean-le-Blanc (Circaetus gallicus)
- Épervier besra (Accipiter virgatus gularis)
- Épervier d'Europe (Accipiter nisus nisosimilis)
- Épervier shikra (Accipiter badius)
- Faucon crécerelle (Falco tinnunculus)
- Faucon d'Éléonore (Falco eleonorae)
- Faucon hobereau (Falco subbuteo)
- Faucon pèlerin (Falco peregrinus)
- Faucon sacre (Falco cherrug)
- Macagua rieur (Herpetotheres cachinnans cachinnans)

## Taxinomie
L'espèce est décrite en 1819 par le zoologiste allemand Karl Asmund Rudolphi.